# Haverford College (census-designated place)
Ne doit pas être confondu avec Haverford College, l'université associée à la localité
Haverford College est une census-designated place située dans les comtés de Delaware et Montgomery, en Pennsylvanie, aux États-Unis.

## Géographie
Haverford College se trouve au nord-est des États-Unis, dans le sud-est de l'État de Pennsylvanie, à cheval entre les comtés de Delaware et de Montgomery, dont les sièges de comté sont respectivement Media et Norristown. Ses coordonnées géographiques sont 40° 00′ 29″ N, 75° 18′ 23″ O.

## Démographie
Au recensement de 2010, sa population était de 1 331 habitants.